# 谢尔盖·博恰尔尼科夫
谢尔盖·瓦季莫维奇·博恰尔尼科夫（俄语：Сергей Вадимович Бочарников，羅馬化：Sergey Vadimovich Bocharnikov，1988年2月28日—），白俄罗斯冬季两项运动员，生于苏联乌克兰加盟共和国哈爾科夫。2015年前代表俄罗斯参赛，随后改入白俄罗斯国家队。
谢尔盖·博恰尔尼科夫参加了2018年冬季奥林匹克运动会。